# Apamea alacra
Apamea alacra là một loài bướm đêm trong họ Noctuidae.